# Pestilence
A Pestilence egy holland death metal zenekar, mely 1986-ban alakult. Az európai death metal egyik meghatározó formációja. 1991-től technikás jazz elemekkel is tarkították brutális zenéjüket, majd 1994-be feloszlottak. 2008-ban újjáalakultak, és eleddig öt nagylemezt jelentettek meg.

## Korai évek (1986-1990)
1986-ban alakultak a korszaknak megfelelő thrash metal zenekarként. Gyorsan kiadtak két demot, melyekkel felkeltették a Roadrunner Records kiadó érdeklődését. A két demo(Dysentery és The Penance) erősen mutatta a Possessed és a Schizophrenia korszakos Sepultura hatásait. A Roadrunnernél jelent meg a debütáló albumuk (Malleus Maleficarum) melyen már a death metal is fellelhető a thrash mellett. Nem sokkal ezután, a gitáros Randy Meinhard elhagyta a zenekart, és megalapította a Sacrosanct-ot. Helyére Patrick Uterwijk került.
Már ez a felállás készítette el az 1989-ben megjelent Consuming Impulse című második albumot. A lemez már elhagyta a thrash elemeket, már színtiszta death metalt kínált. Martin van Drunen basszusgitáros/énekes is elhagyta a tiszta hangját, melyet egy "savas morgás" váltott fel. A lemez révén a zenekar nemzetközi hírnevet szerzett magának, világszerte megbecsült zenekar lett a death metal rajongók körében. Mielőtt elkészülhetett volna a folytatás, Martin kilépett a zenekarból és átállt az Asphyxbe.

## Siker és áttörés (1991-1994)
Martin távozását követően az új énekes Patrick Mameli, míg az új basszusgitáros Tony Choy lett, aki a technikás death metalt játszó Cynicben játszott. Ebben a felállásban, 1991-ben jelent meg a Testimony of the Ancients című harmadik album. A zenészi teljesítmény tovább fejlődött, megjelentek technikás és jazzes elemek, és sokan ezt az albumot tartják a zenekar csúcsteljesítményének. A kiadását követően Tony Choy visszaköltözött Floridába és belépett az Atheistbe. Utódja Jeroen Paul Thesseling lett.
Az évek során zenei érdeklődésük sokat módosult, elsősorban a fúziós jazz dolgok iránt. Negyedik és egyben utolsó albumuk (Spheres) 1993 májusában jelent meg, mely csakúgy mint az elődei, jelentős változásokat hozott az addigi irányvonalhoz képest. A jazz és a death metal keveréke hallható az albumon, melyen gitárszintetizátorok is bőven szerepelnek. Népszerűségük egyre emelkedett és ez feszültséget szűlt a tagok között, továbbá úgy érezték, hogy elérték kreativitásuk csúcspontját. Így aztán a zenekar egyhangúlag úgy döntött, hogy feloszlatja magát (1994).

## Felbomlás után (1995-2007)
1994-ben a Roadrunner kiadott egy válogatást Mind Reflections címmel, mely mind a négy albumukról tartalmazott dalokat, továbbá egy Hatred Within című kiadatlan felvételt, valamint hat koncertfelvételt az 1992-ben a Dynamo fesztiválon adott koncertről. 1998-ban a Displeased Records kiadó újra kiadta az első albumukat, melyre felkerültek demo felvételek is 1986 és 1987-ből.
2006-ban a Metal War Productions kiadott egy koncertlemezt Chronicles of the Scourge címmel.

## Újjáalakulás (2008-)
2008 januárjában Patrick Mameli énekes/gitáros bejelentette a Blabbermouth.net honlapon hogy a Pestilence visszatér. Rajta kívül Tony Choy és Peter Wildoer dobos vett részt az ujjáalakulásban.
A dán Jacob Hansen producer irányítása mellett nekiláttak az új albumnak, mely 2009 márciusában - a Spheres óta 13 év után -  meg is jelent Resurrection Macabre címmel.
2009 októberében Tony Choy kilépett a zenekarból, helyére az egykori basszusgitárosuk Jeroen Paul Thesseling került. Thesseling azonban kitart amellett, hogy továbbra is tagja maradjon a német Obscurának is.
A zenekar jelenleg a hatodik stúdióalbumon dolgozik, melynek megjelenése valamikor 2010-ben várható.
2010 márciusában bejelentették, hogy nyáron amerikai turnéra indulnak majd, - több mint 16 év után - mely a Maryland Deathfest-en fog startolni május 30-án.

## Tagok

### Jelenlegi tagok
- Patrick Mameli – gitár, ének(1986–1994, 2008-tól)
- Patrick Uterwijk – gitár (1988–1994, 2008-tól)
- Jeroen Paul Thesseling – basszusgitár (1992–1994, 2009-től)
- Yuma Van Eekelen – dob (2009-napjainkig)

### Korábbi tagok
- Randy Meinhart – gitár (1986–1989)
- Martin van Drunen – ének, basszusgitár (1987–1990)
- Marco Foddis – dob (1986–1994)
- Jack Dodd - basszusgitár (1991–1992)
- Kent Smith – billentyűs hangszerek (1991)
- Tony Choy – basszusgitár (1991-1992, 2008-2009)
- Peter Wildoer – dob (2008)

## Diszkográfia

### Stúdióalbumok
- Malleus Maleficarum (1988)
- Consuming Impulse (1989)
- Testimony of the Ancients (1991)
- Spheres (1993)
- Resurrection Macabre (2009)
- Doctrine (2011)
- Obsideo (2013)
- Hadeon (2018)
- Exitivm (2021)

### Demok
- Dysentery (1987)
- The Penance (1987)

### Válogatáslemezek
- Mind Reflections (1994)

### Koncertlemezek
- Chronicles of the Scourge (2006)